# Буджакские татары
Буджакские татары (также буджацкие татары, буджак-татары, угловые татары, белгородские татары) — тюркский народ, сформировавшийся на территории Буджака (Южная Бессарабия) в результате смешения нескольких волн кочевых тюркских племён, главными из которых были ногайцы, вытесненные из Предкавказья и Северного Прикаспия калмыками и заселившие в XV—XVIII вв. (1484—1728) степи Юго-Восточной Бессарабии и Причерноморья. По-видимому, до них там уже проживали остатки предыдущих волн тюркских кочевников. После распада Золотой Орды в конце XIV века Буджак принадлежал Молдавскому княжеству, в 1484 г. был захвачен Османской империей, поселившей там своих подданных — татар/ногайцев. В Буджак периодически наведывались крымские татары и турки, которые покупали у местных татар многочисленных пленников. В 1560-х  годах степную равнину между устьями Днестра и Дуная турецкий султан Сулейман I уступил кочевым ногайцам, чтобы расселить их, толпами бежавших из-за Волги от междоусобных распрей, голода и эпидемий, вызвавших распад Большой Ногайской Орды. Название своё буджацкие татары получили на Украине и в Подолии, на которые совершали постоянные набеги с целью грабежа и захвата пленных в рабство. Потомки буджакских татар — ныне малочисленный тюркский этнос дунайские татары.

## Организация и история
Буджакские татары некоторое время вели довольно независимый образ жизни. Так их описывает Гийом Левассер де Боплан в своём очерке о путешествии по степям Украины:
Это своего рода независимые татары, они не подчиняются ни Хану, ни Турку, и проживают в Буджаке, который представляет собой равнину, расположенную, как мы упоминали, между устьем Днестра и Дуная. В мое время здесь находилось не менее 20 тысяч беглецов и изгнанников. Эти татары храбрее тех, которые обитают в Крыму, так как лучше приучены к войне благодаря обстоятельствам. Они также лучшие, чем другие, наездники. Равнины, лежащие между Буджаком и Украиной, наполнены обыкновенно 8-10 тысячами татар, распределенных в отряды по тысяче человек и в поисках удачи удаленных друг от друга на 10-12 лье.
Буджакские татары создали аморфное квазигосударственное образование, известное как Буджакская орда. Но полная консолидация буджакских татар в единый народ долгое время была затруднена кочевым образом жизни, который вели различные тюркоязычные племенные группы региона. В XVII — начале XVIII века, когда на Буджак начинают оказывать всё большее давление окрепшие державы — Речь Посполитая и Российская империя, буджакские татары, мусульмане по вероисповеданию, начинают всё теснее сотрудничать с Крымским ханством и турецкой властью в Стамбуле. Но к тому времени, когда буджакско-татарская общность начала складываться, её судьба была предрешена. По сообщениям турецких авторов, в 1758 г. число татар в Буджаке оценивалось в 50 000 человек, в этот год буджакские татары выступили против Едисанской орды, а также совершили крупный набег на Молдавское княжество. Так как летописцами зачастую учитывались только боеспособные мужчины, то общее население буджакских татар оценочно могло достигать 150—200 тыс. человек, сказывался недостаток пастбищных земель для экстенсивного кочевого скотоводства, в условиях роста населения Буджака и сокращающихся границ Дикого поля. В ходе  Русско-Турецкой войны (1787—1791 г.г.) буджакские татары частью откочевали за Дунай, частью к Очакову. После окончания войны турки вернули их обратно в Буджак, сюда же из-под Очакова пришла часть Едисанской орды. В итоге, общее число татар в Буджаке к 1794 г. достигло 30—40 тысяч человек. В Русско-Турецкой войне 1806—1812 гг., буджакские татары в основном приняли сторону Османской империи. Российским властям удалось переселить лишь небольшую их часть (около 3900 человек) в Северное Причерноморье, в район реки Молочная (почти все они, после Бухарестского мира,  в 1812 г. вернулись в Турцию). Большинство буджакских татар бежали в 1807 г. из Буджака от русских войск, вслед за ускользающими всё дальше на юг границами Османской империи, и переселились за Дунай, в область Добруджа, в которой власть турок продлилась до 1878 года. В современной Добрудже (Румыния) их потомки, называемые дунайские татары, живут в небольшом количестве (около 25 тыс. чел.) и сейчас. Там они часто проживают вместе с румынскими турками (также около 25 тыс.) и составляют основу мусульманского населения страны. В 1812 г., по Бухарестскому миру, опустевшие земли Буджака были присоединены к России, их заняли болгарские, русские, украинские, молдавские, немецкие колонисты Новороссии, а также православные гагаузы, переселившиеся из Добруджи. На территории современного Буджака, Одесской области Украины и в южной части Молдавии, буджакские (дунайские) татары остались, но они крайне малочисленны. Перепись населения Молдавии 2004 года, тем не менее, выявила небольшую группу дунайских татар, которые исповедуют ислам.

## Родовой состав
В формировании предков буджакских татар приняли участие многие племена: уйсуны, уйгуры, найманы, кереиты, кыпчаки, канглы, мангыты и др. Кроме них упоминаются следующие родоплеменные группы: абаклы, алакай, базак, байдынулы, бесалма, баймаклы, бодырак, жаунгыр (джунгуркин либо джунгар), жапар, жагылтай, жамбайлык, казайаклы, капаклы, конгаз (кингият), комрат, кызлар, мынжир, орак, садаклы, тараклы, тартуулы, токуз, чобалакчи, чумечли и др. Все приведенные генонимы сохранились в географических названиях юга Бессарабии и по сей день.